# フリー (マーカス・ミラーのアルバム)
『フリー』（Free）は、アメリカ合衆国のベーシスト、マーカス・ミラーが2007年に発表したスタジオ・アルバム。

## 背景
「ブラスト」は、ミラー自身の説明によればトルコの音階とオールドスクール・ヒップホップのビートを取り入れた曲で、ミラーはイスタンブール滞在時にトルコ音階のクラリネットを入手し、それを研究してこの曲の着想を得たという。タイトル曲はデニース・ウィリアムスによる1976年のシングル・ヒット曲のカヴァーで、コリーヌ・ベイリー・レイがゲスト参加した。
「ジャン・ピエール」はマイルス・デイヴィスのアルバム『ウィ・ウォント・マイルス』（1981年録音）が初出の曲で、ミラーはオリジナル・ヴァージョンでもベースを弾いており、本作のヴァージョンに関しては、オリジナル以上にファンクネスを強調したという。「ホワット・イズ・ヒップ」はタワー・オブ・パワーのカヴァーで、オリジナル・ヴァージョンでもオルガンを弾いていたチェスター・トンプソンがゲスト参加した。

## リリース・反響
フランス盤は2007年6月30日付のアルバム・チャートで初登場91位となり、10週にわたりトップ200入りした。オランダでは2007年7月21日付のアルバム・チャートで初登場50位となり、3週トップ100入りした。日本盤は2007年7月25日にビクターエンタテインメントからリリースされ、通常盤(VICJ-61448)に加えてDVDが付属した限定盤(VIZJ-8)も同時発売されて、通常盤は2007年8月6日付のオリコンチャートで33位を記録した。
アメリカでは、本作からの全11曲に「Lost Without U」と「'Cause I Want You」を追加し、ジャケット及び曲順も変更したアルバム『Marcus』が、2008年にコンコード・ジャズから発売された。
トルコの人気歌手ユルドゥズ・ティルべ（英語: Yıldız Tilbe）は2011年のアルバムOynama（トルコ語: Oynama）の同名曲で、「ブラスト」のトラックにそのまま歌をオーバーダビングしたバージョンと、トルコ歌謡アレンジでカヴァーしたバージョンの2つをミラーの許可を得てリリースした。

## 収録曲
特記なき楽曲はマーカス・ミラー作。9.は日本盤ボーナス・トラック。
1. ブラスト - "Blast" - 5:43
2. ファンク・ジョイント - "Funk Joint" - 5:44
3. フリー - "Free" (Deneice Williams, Hank Redd, Nathan Watts, Susaye Greene) - 5:38
4. ストラム - "Strum" - 5:41
5. ミルキー・ウェイ - "Milky Way" (Marcus Miller, Kevin R. Moore) - 5:37
6. プラック - "Pluck (Interlude)" - 3:55
7. ホェン・アイ・フォール・イン・ラヴ - "When I Fall in Love" (Edward Heyman, Victor Young) - 5:23
8. ジャン・ピエール - "Jean Pierre" (Miles Davis) - 7:26
9. ウー - "Ooh" (M. Miller, Lalah Hathaway) - 5:38
10. ハイアー・グラウンド - "Higher Ground" (Stevie Wonder) - 6:30
11. ホワット・イズ・ヒップ - "What Is Hip?" (David Garibaldi, Emilio Castillo, Stephen M. Kupka) - 6:00

## 参加ミュージシャン
- マーカス・ミラー - ベース・ギター、フレットレスベース、ギター、シタール、キーボード、オルガン、エレクトリックピアノ、クラビネット、シンセサイザー、クラリネット、バスクラリネット、パーカッション、タンブリン、プログラミング
- レイラ・ハサウェイ - ボーカル(on #1, #9)、バッキング・ボーカル(on #3)
- コリーヌ・ベイリー・レイ - ボーカル(on #3)
- ケブ・モ - ボーカル(on #5)、ギター(on #5)、ブルース・ボーカル・サンプル(on #6)
- アンドレア・ブレイド - ギター(on #1)
- ポール・ジャクソン・ジュニア - アコースティック・ギター(on #3, #4, #6)
- ボビー・スパーク - シンセサイザー(on #1, #2, #8, #10)、オルガン(on #3, #5)、クラビネット(on #3, #6)
- バーナード・ライト - シンセサイザー(on #1)、オルガン(on #2)
- チェスター・トンプソン - オルガン(on #11)
- プージー・ベル - ハンド・ドラム(on #1)、ドラムス(on #2, #4, #8, #10, #11)
- ジェイソン・トーマス - ドラムス(on #5, #6)
- テディ・キャンベル - ドラムス(on #7)
- キース・アンダーソン - テナー・サクソフォーン(on #1, #2, #10)、アルト・サクソフォーン(#8)
- デイヴィッド・サンボーン - アルト・サクソフォーン(on #3, #11)
- トム・スコット - テナー・サクソフォーン(on #4)
- パッチェス・スチュワート - トランペット(on #1, #2, #8, #10)、フリューゲルホルン(on #3)
- グレゴア・マレ - ハーモニカ(on #1, #2, #4, #7, #8, #9, #10)
- ジュリアン・ミラー - パーカッション・プログラミング(on #1)
- The Ivey Sisters - バッキング・ボーカル(on #3)
- グッシー・ミラー - バッキング・ボーカル(on #5)